# Helheimgletscher
Helheimgletscher är en glaciär i Grönland (Kungariket Danmark).   Den ligger i kommunen Sermersooq, i den södra delen av Grönland, 600 km öster om huvudstaden Nuuk. Helheimgletscher ligger 174 meter över havet.
Terrängen runt Helheimgletscher är varierad.  Trakten runt Helheimgletscher är nära nog obefolkad, med mindre än två invånare per kvadratkilometer. Det finns inga samhällen i närheten. Trakten runt Helheimgletscher är permanent täckt av is och snö.